# آرت (تگزاس)
آرت (به انگلیسی: Art) یک منطقهٔ مسکونی در ایالات متحده آمریکا است که در شهرستان ماسون، تگزاس واقع شده‌است. آرت ۱۸ نفر جمعیت دارد و ۴۱۶ متر بالاتر از سطح دریا واقع شده‌است.